# 魯塞尼亞禮天主教帕爾馬教區
魯塞尼亞禮天主教帕爾馬教區（拉丁語：Eparchia Parmensis Ruthenorum）是美國一個東儀天主教教區（魯塞尼亞禮），屬匹茲堡總教區。
教區成立於1969年2月21日，位於美國中西部，教座位於俄亥俄州的帕爾馬。
2009年有教友8,791人、卅六個堂區、四十三名司鐸。現任教區主教為若望·彌額爾·庫德里克。